# Plano transpilórico
El plano transpilórico es un plano transverso que pasa por el punto medio situado entre los bordes superiores del manubrio esternal y la sínfisis del pubis —típicamente el nivel de la primera vértebra lumbar—; por lo común, cuando la persona se encuentra en decúbito supino o prono, atraviesa el píloro —la parte más tubular y distal del estómago—. Dado que las vísceras descienden por acción de la gravedad, el píloro habitualmente se sitúa en un nivel inferior cuando el individuo está de pie.
El plano transpilórico es un punto de referencia de gran utilidad dado que atraviesa otras estructuras importantes: el fundo o fondo de la vesícula biliar, el cuello del páncreas, los orígenes de la arteria mesentérica superior y de la vena porta, la raíz del mesocolon transverso, el punto de unión del duodeno con el yeyuno y los hilios de los riñones.

## Galería de imágenes

Proyecciones de superficie de los órganos del tronco, con el plano transpilórico señalado en la vértebra L1.
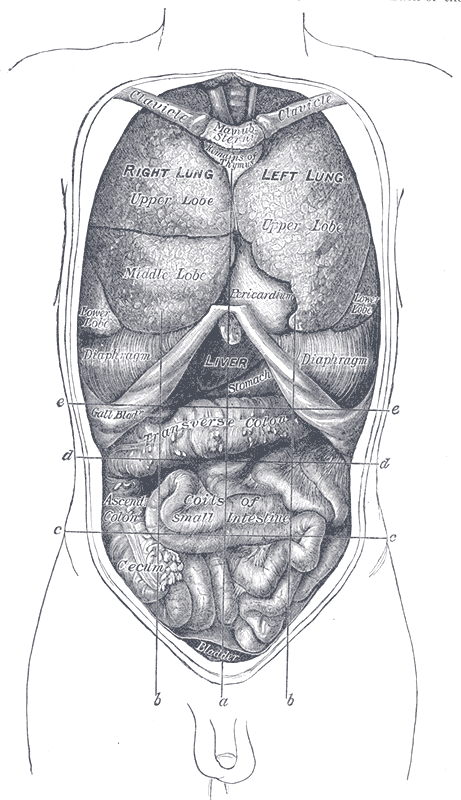
Vista frontal de las vísceras torácicas y abdominales. a. Plano medio. b. Planos sagitales. c. Plano intertubercular. d. Plano subcostal. e. Plano transpilórico.
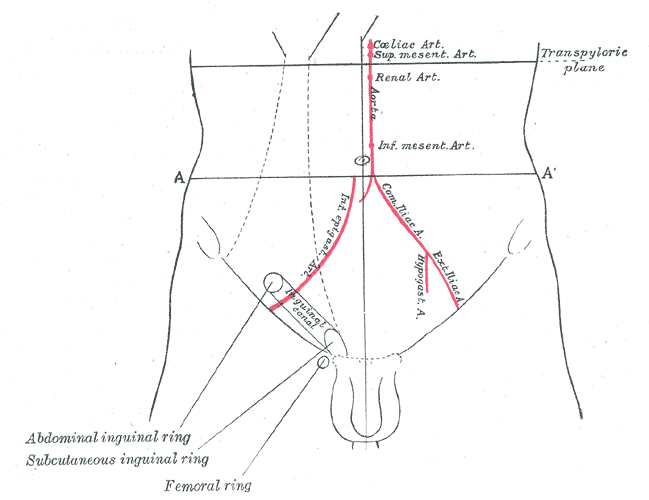
Zona frontal del abdomen, mostrando marcas de superficie para las arterias y el canal inguinal.

- Vista frontal de las vísceras torácicas y abdominales.
a. Plano medio.
b. Planos sagitales.
c. Plano intertubercular.
d. Plano subcostal.
e. Plano transpilórico.
- Zona frontal del abdomen, mostrando marcas de superficie para las arterias y el canal inguinal.